# Pagaronia hakusanensis
Pagaronia hakusanensis är en insektsart som beskrevs av Toyohi Okada 1978. Pagaronia hakusanensis ingår i släktet Pagaronia och familjen dvärgstritar. Inga underarter finns listade i Catalogue of Life.